# Torre de la Timba
La Torre de la Timba és un edifici de Canet de Mar (Maresme) protegit com a Bé Cultural d'Interès Local.

## Descripció
La torre és de planta circular lleugerament atalussada al cim del turó de la timba. No resten elements defensius. Les obertures estan formades per una llinda de pedra picada i uns brancals de maó. La porta d'accés se situa lleugerament elevada respecte el nivell del terra, dos graons salven el petit desnivell.